# Goldfink Berlin
Goldfink war ein kleines Unternehmen Firma mit Sitz in Berlin. Etwa zwischen 1910 und 1960 ließ sie  modische, elegante Schreibgeräte anfertigen. Diese vertrieb sie unter der Marke „Goldfink“. Goldfink besaß sieben weitere Geschäfte in der Hauptstadt. Der Stammsitz befand sich in der Friedrichstraße 77.  
1930 kosteten der günstigste Goldfink, der Goldfink "Alexander", 3,25 Reichsmark (RM) und ein Goldfink Standard (Sechskantkopf) zwischen  8 und 31,50 RM. Weitere Modelle waren der Goldfink "Liebling" und der Goldfink "Wunderfüller".
Besonderen Sammlerwert besitzen die Exemplare aus der hochwertigen Gold- und Silber-Kollektion. Alltäglicher hingegen waren die Schreibgeräte der Mode der Edition "Walzgold", die eine günstigere Version der exquisiten Gold- und Silber-Kollektion waren. Die heute seltenen Goldfink-Produkte erzielen auf dem Antiquitätenmarkt mitunter Preise von mehreren hundert Euro. 
Goldfink war ein reines Schreibwarengeschäft, das aus der Firma Gold Fink (Gold An- und Verkauf) entstand. Eine eigene Produktion von Schreibgeräten fand nie statt. Zu Beginn bezog man die Schreibgeräte von der Firma Columbus in Fürth, später von der Firma Melbi im Odenwald. Die Metallgeräte stammten von der Firma Fend in Pforzheim. Da Berlin in den 1930er Jahren Reichshauptstadt war, florierte der Verkauf auf einer der Hauptgeschäftsstraßen, und man eröffnete weitere Filialen. Infolge des Zweiten Weltkriegs verlor Berlin seine Rolle als zentrale Wirtschaftsmetropole und Verwaltungszentrum und die Firma Goldfink letztendlich ihre führende Rolle als Schreibwarenverkäufer.

Goldfink Füllhalter um 1928
Goldfink Füllhalter um 1953
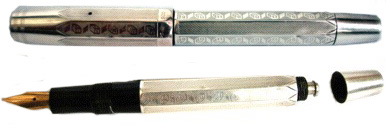
Goldfink Füllhalter um 1938
Goldfink Füllhalter um 1962
Goldfink Bleistift um 1935
Goldfink Bleistift um 1935